# Торга, Мигел
Мигел Торга (порт. Miguel Torga), собственно Адолфу Коррея да Роша (порт. Adolfo Correia da Rocha, 12 августа 1907, Сан-Мартиньо ди Анта, пров. Траз-уж-Монтиш — 17 января 1995, Коимбра) — португальский поэт, прозаик, драматург.

## Биография
Родился в крестьянской семье. Учился в католической семинарии. В 12-летнем возрасте был отправлен отцом в Бразилию, где работал на кофейных плантациях дяди, который, оценив способности племянника, платил за его учёбу в Бразилии, а затем в Португалии. Будущий писатель закончил медицинский факультет Коимбрского университета (1933), работал в португальской провинции, с 1941 — отоларинголог в Коимбре.

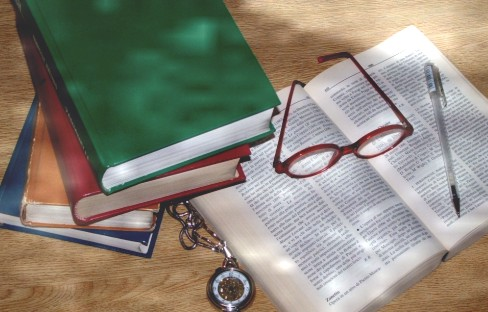

## Творчество
Недолгое время примыкал к литературному движению презентистов. В 1939 был арестован политической полицией и три месяца провел в тюрьме. Помимо стихов, к наиболее значительным произведениям Мигела Торги относится его шеститомная автобиография «Сотворение мира» (1937—1981) и шестнадцатитомный «Дневник» (1941—1994).

## Признание
Лауреат многих литературных наград: Международной поэтической премии (1977), премии Монтеня (1981), премии Камоэнса (1989), премии Ассоциации португальских писателей за жизнь в литературе (1992), премии португальской критики за совокупность созданного (1993). Произведения Торги переведены на английский, французский, немецкий, испанский, хорватский, румынский, болгарский, норвежский, шведский, нидерландский, китайский, японский, русский и др. языки.

## Произведения

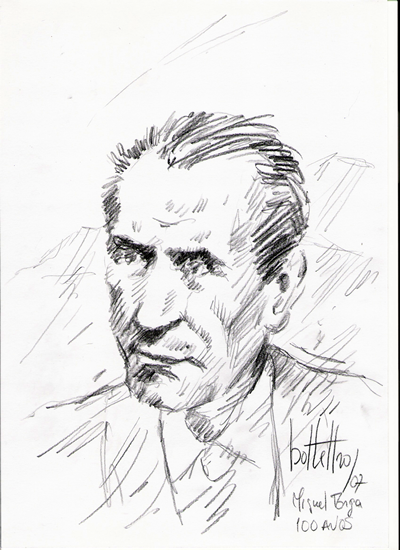
Карлуш Ботелью. Портрет Мигела Торги, 2007

### Стихи
- Ansiedade (1928)
- Rampa (1930)
- O Outro Livro de Job (1936)
- Lamentação (1943)
- Nihil Sibi (1948)
- Cântico do Homem (1950)
- Alguns Poemas Ibéricos (1952)
- Penas do Purgatório (1954)
- Orfeu Rebelde (1958)

### Проза
- Pão Ázimo (1931)
- Criação do Mundo. Os Dois Primeiros Dias (1937, автобиография)
- O Terceiro Dia da Criação do Mundo (1938)
- O Quarto Dia da Criação do Mundo (1939)
- O Quinto Dia da Criação do Mundo (1974)
- O Sexto Dia da Criação do Mundo (1981)
- Bichos (1940, рассказы)
- Contos da Montanha (1941, рассказы)
- O Senhor Ventura (1943, роман)
- Novos Contos da Montanha (1944, рассказы)
- Vindima (1945, роман)
- Fogo Preso (1976)

### Театр
- Terra Firme e Mar (1941)
- O Paraíso (1949)
- Sinfonia (1947, драматическая поэма)

### Путевые заметки
- Portugal (1950)
- Traço de União (1955)

### Дневники
- Diário (1941—1994, 16 томов)

## Публикации на русском языке
- [Стихи] // Западноевропейская поэзия XX века. М.: Художественная литература, 1977, с.455-466.
- Моргадо [рассказ] // Современная португальская новелла. М.: «Прогресс», 1977, 396 с. — С. 73-78